# Robert Berlakovich
Robert Berlakovich (* 8. Juli 1900 in Nebersdorf; † 13. Mai 1994 in Schachendorf) war ein österreichischer Gutspächter und Politiker während der Zeit des Austrofaschismus. Er war von 1934 bis 1938 Abgeordneter zum Burgenländischen Landtag.

## Leben
Berlakovich wurde als Sohn des Gastwirts Johann Berlakovich aus Nebersdorf geboren und wuchs in einer kroatischsprachigen Familie auf. Er besuchte die Volksschule in Nebersdorf und wechselte danach an das Gymnasium in Budapest. Berlakovich diente als 1918 als Einjährig-Freiwilliger und führte in der Folge das Gasthaus seiner verstorbenen Eltern weiter. Er studierte an der Hochschule für Bodenkultur und schloss sein Studium 1931 mit dem akademischen Grad Dipl.-Ing. ab. Berlakovich war von 1936 bis 1938 Kammerrat der Burgenländischen Landwirtschaftskammer.
Berlakovich war verheiratet.

## Auszeichnungen
- 1971 wurde er zum Ökonomierat ernannt.

## Politik
Berlakovich war zwischen dem 11. November 1934 und dem 12. März 1938 Mitglied des Ständischen Landtags im Burgenland, wobei er den Stand der „Land- und Forstwirtschaft“ vertrat. 